# Uranophora choana
Uranophora choana là một loài bướm đêm thuộc phân họ Arctiinae, họ Erebidae.